# Abdallah Mohamed
Abdallah Mohamed (falecido em 3 de fevereiro de 2000) foi um político comoriano. Ele serviu como primeiro-ministro de Comores de 7 de janeiro de 1976 até 22 de dezembro de 1978. Ele era sobrinho de Mohamed Ahmed. Durante a maior parte desse tempo, ele serviu no governo do presidente Ali Soilih. Depois de Soilih ter sido derrubado e morto num Golpe de Estado, Mohamed permaneceu no cargo por alguns meses sob o novo regime de Ahmed Abdallah. Ele acabou por ser dispensado, no entanto. Ele morreu em Mutsamudu, na ilha de Anjouan, em 2000.